# Yên Tử
Yên Tử (chữ Hán: 安子山, Yên Tử sơn) là một dãy núi trải dài trên địa bàn 3 tỉnh Quảng Ninh, Bắc Giang, Hải Dương và cũng là tên ngọn núi cao nhất trong dãy.
Đây là dãy núi gắn liền với nhà Trần trong lịch sử Việt Nam cũng như gắn với Thiền phái Trúc Lâm.

## Địa lý
Dãy Yên Tử thuộc cánh cung Đông Triều, một trong bốn cánh cung núi chính của vùng Đông Bắc Bộ Việt Nam. Dãy núi có địa hình thấp dần từ đông sang tây, cao trung bình trên 600 m so với mực nước biển; trong đó nơi cao nhất là đỉnh Yên Tử (1.068 m) còn nơi thấp nhất là khu vực Côn Sơn – Kiếp Bạc (200–238 m), gần Lục Đầu Giang.
Sườn núi phía nam (còn gọi là sườn Đông Yên Tử) chủ yếu thuộc tỉnh Quảng Ninh và một phần nhỏ thuộc tỉnh Hải Dương, còn sườn núi phía bắc (còn gọi là sườn Tây Yên Tử) thuộc địa phận tỉnh Bắc Giang.

## Lịch sử
Trong lịch sử, Yên Tử luôn là một trong những trung tâm Phật giáo của cả nước, gắn với nhiều kiến trúc cổ, được xây dựng qua các thời kỳ lịch sử khác nhau (Lý, Trần, Lê, Nguyễn).
Năm 1294, sau khi vua Trần Nhân Tông nhường ngôi cho con trai là Trần Thuyên (vua Trần Anh Tông) và trở thành Thái thượng hoàng, ông xuất gia tu Phật tại hành cung Vũ Lâm, Ninh Bình. Năm 1299, ông đến Yên Tử, lấy pháp hiệu là Hương Vân đại đầu đà hay Trúc Lâm đại đầu đà, thu hút được nhiều đệ tử. Tại đây, ông đã cho xây dựng hệ thống chùa, am, tháp và sáng lập ra Thiền phái Trúc Lâm, một dòng thiền Phật giáo mang bản sắc văn hóa Việt Nam tồn tại đến ngày nay.

Sách Đồng Khánh địa dư chí mô tả về Yên Tử như sau:
Núi Yên Tử (Yên Tử sơn): ở vào địa phận tổng Bí Giang. Núi liên tiếp chạy dài hơn 10 ngọn, cao nhất là ngọn Yên Tử. Tương truyền An Kỳ Sinh tu luyện đắc đạo thành tiên ở nơi đây cho nên có tên gọi là núi An (Yên) Tử. Năm Hồng Vũ thứ 3 (1379) nhà Minh sai sứ sang làm lễ tế, vẽ hình thế núi sông ở đây đem về. Năm Tự Đức thứ 3 (1850) bộ Lễ vâng mệnh vua xếp núi này vào hạng danh sơn và ghi vào tự điển (sổ thờ).

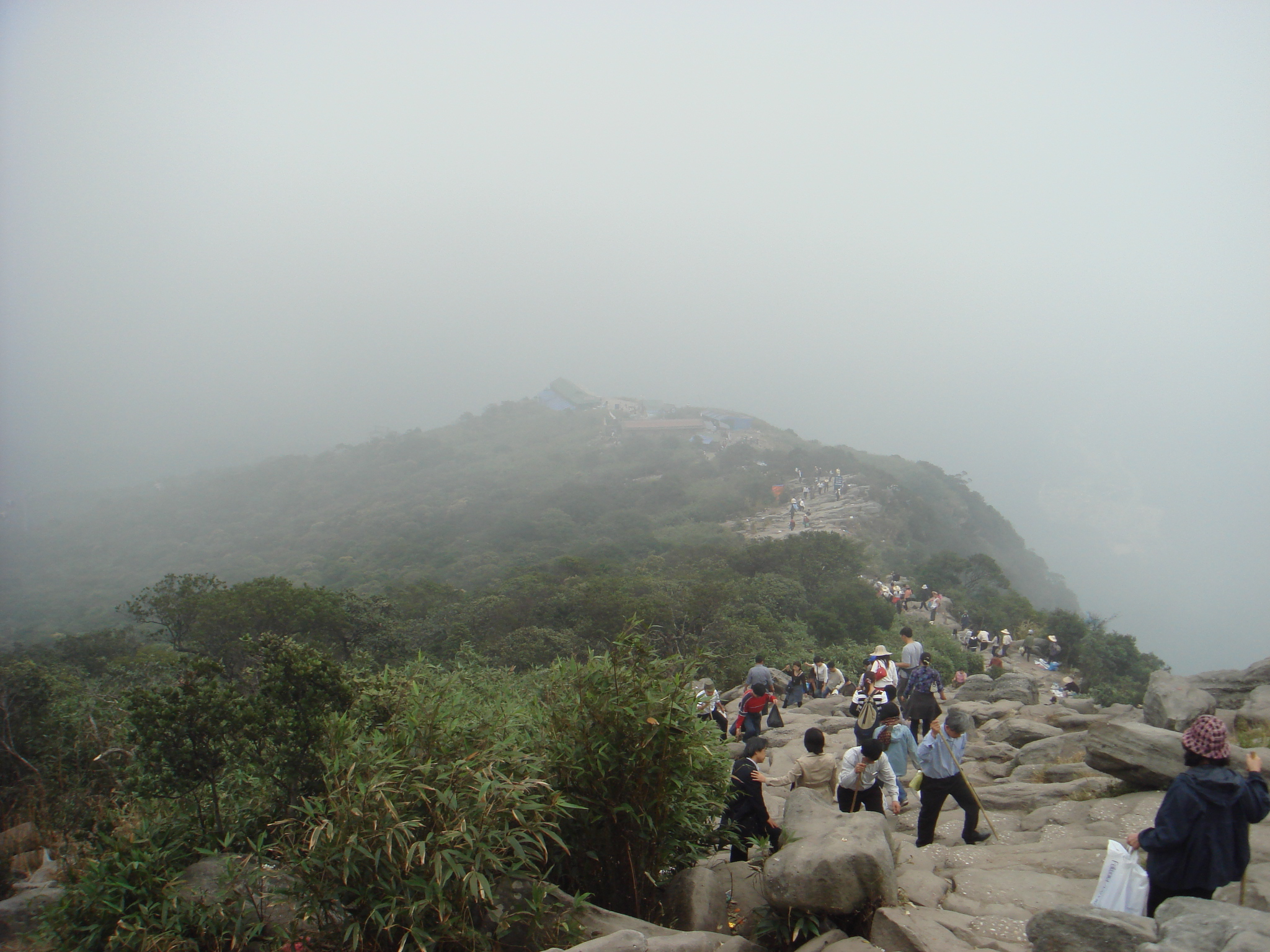
Du khách tham quan khu di tích Yên Tử
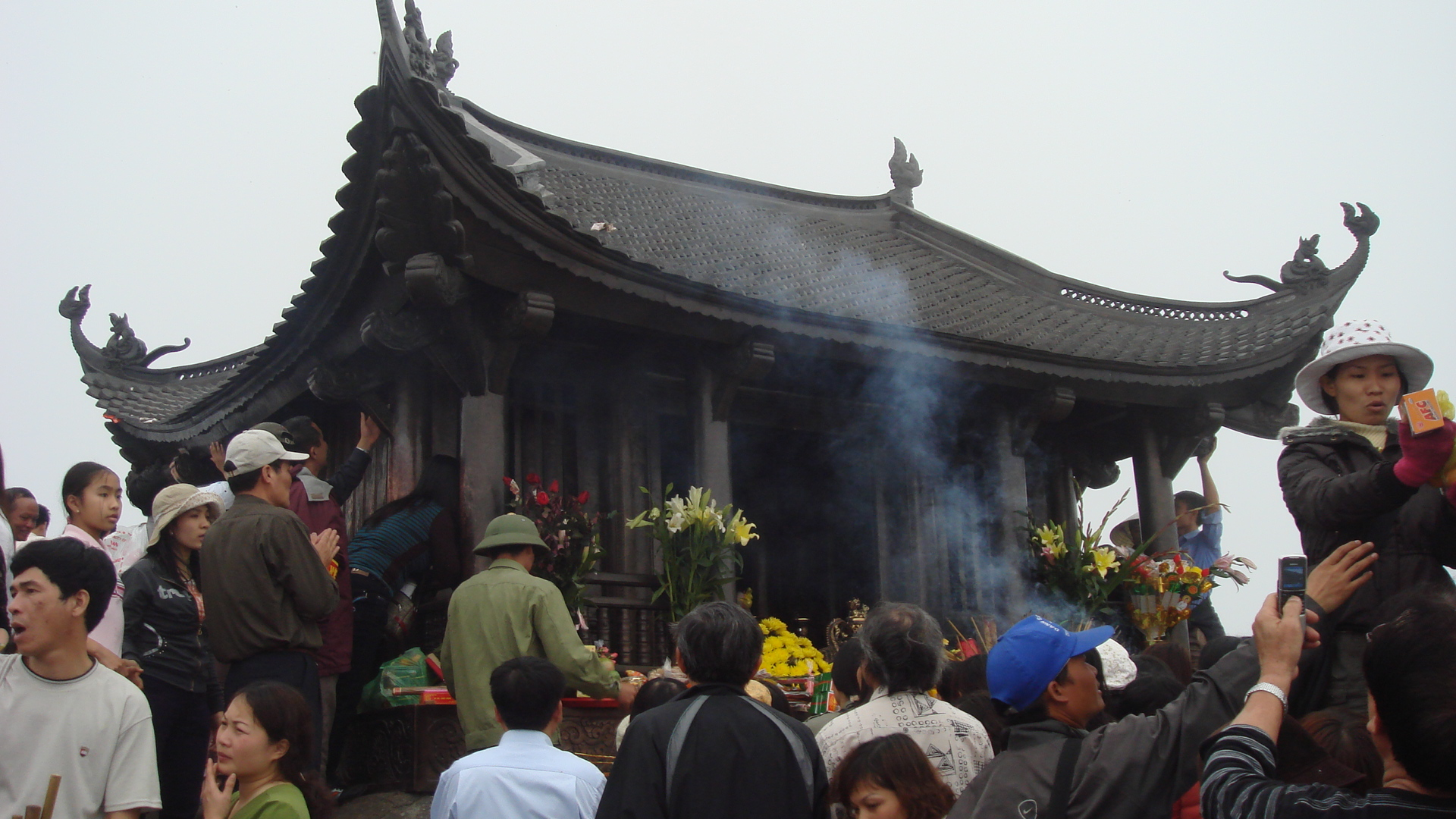
Chùa Đồng trên đỉnh Yên Tử
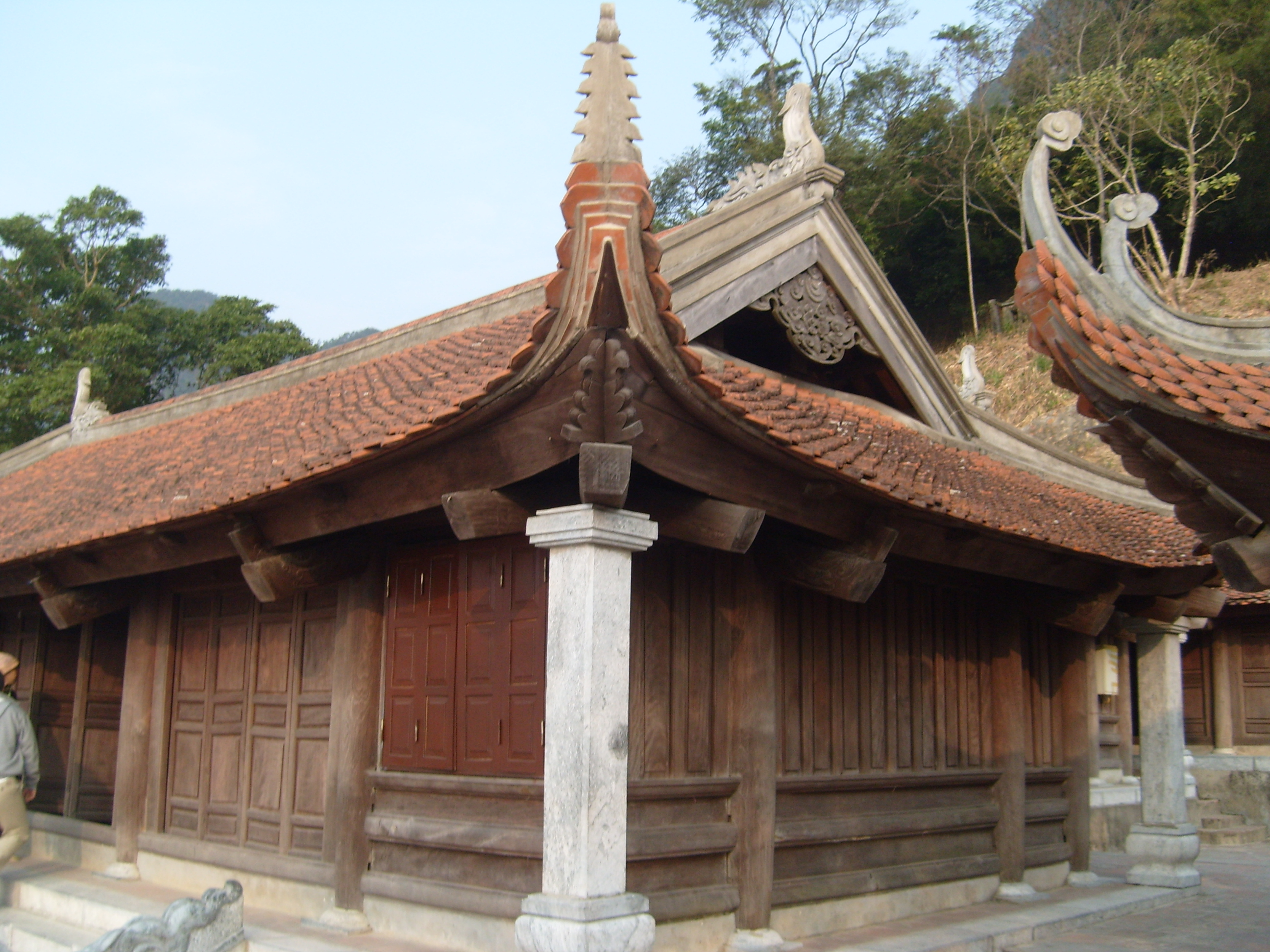
Chùa Hoa Yên
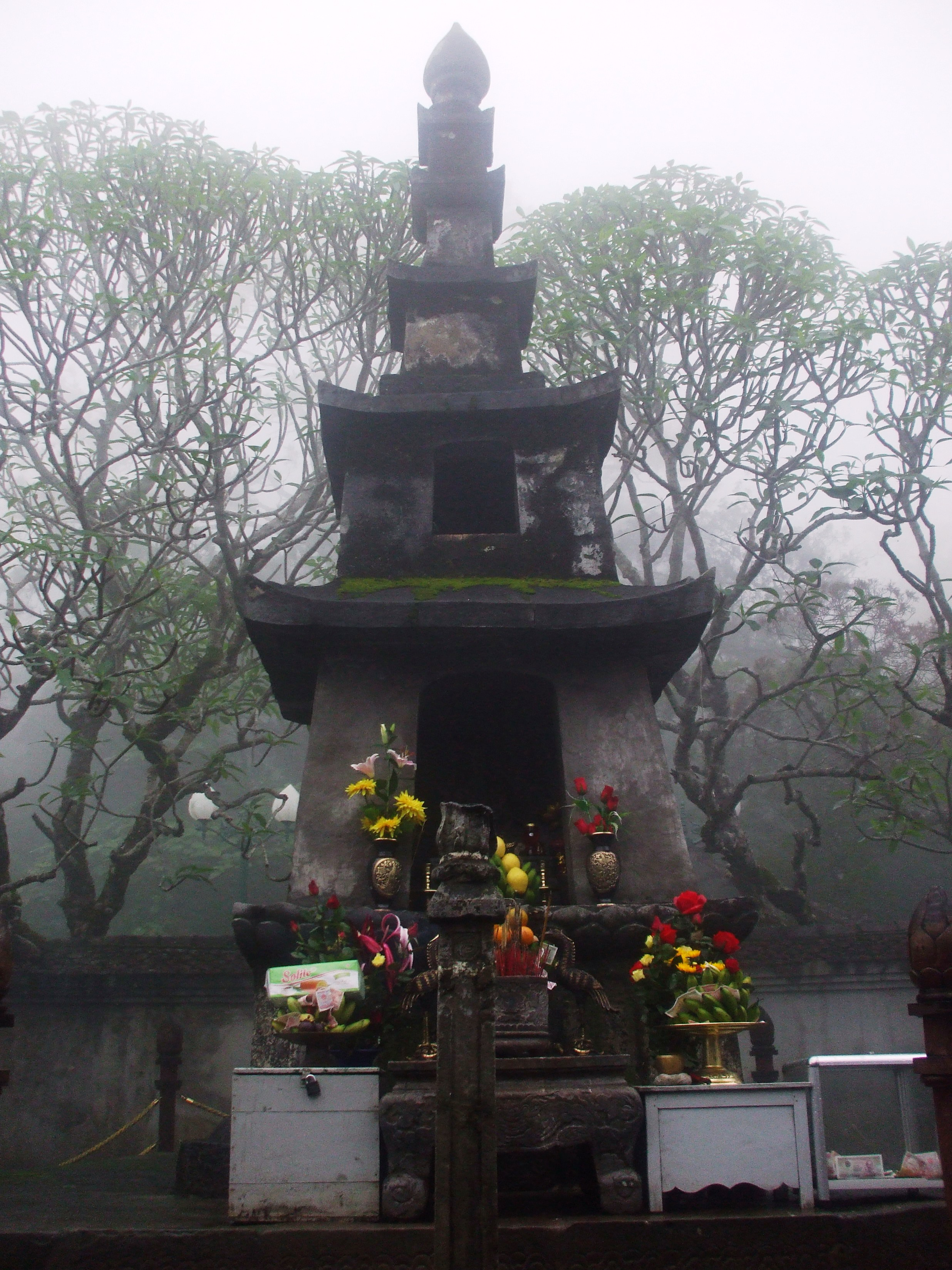
Tháp Huệ Quang